# Thecla marcidus
Thecla marcidus är en fjärilsart som beskrevs av Riley 1921. Thecla marcidus ingår i släktet Thecla och familjen juvelvingar. Inga underarter finns listade i Catalogue of Life.